# Страховой номер индивидуального лицевого счёта

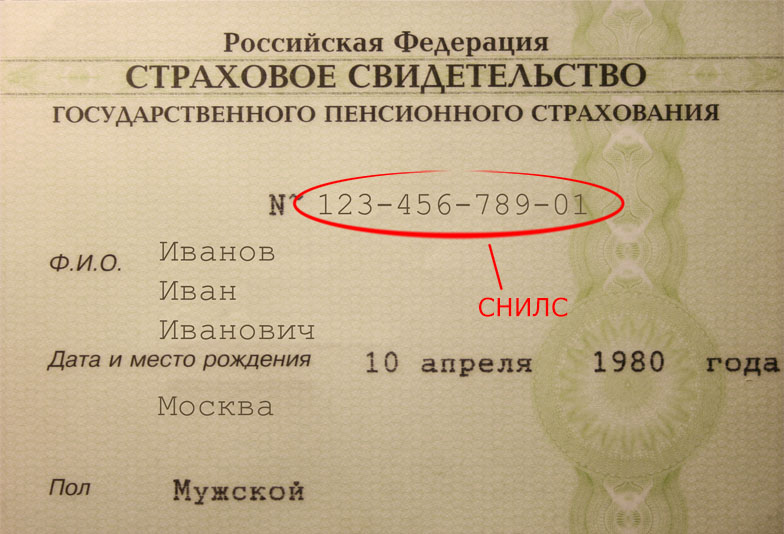
Страховое свидетельство государственного пенсионного страхования

Страховой номер индивидуального лицевого счёта, СНИЛС — уникальный номер индивидуального лицевого счёта застрахованного лица в системе обязательного пенсионного страхования. Он указывается в уведомлении о регистрации в системе индивидуального (персонифицированного) учёта (форма АДИ-РЕГ) (с апреля 2019 года), в страховом свидетельстве обязательного пенсионного страхования (ССОПС) (выдавались в период 2003—2019 годов — см. Постановление Правления ПФР от 31 июля 2006 г. № 192п и Федеральный закон от 01.04.2019 № 48-ФЗ) или в страховом свидетельстве государственного пенсионного страхования (ССГПС) (выдавались в период 1996—2002 годов) — документе, выдаваемом застрахованному лицу, подтверждающем его регистрацию в системе государственного пенсионного страхования Российской Федерации.
ССОПС/ССГПС предоставлялось своему владельцу в виде зелёной ламинированной карточки (в некоторых регионах свидетельства изготавливались в виде пластиковой карточки стандартного размера). С апреля 2019 года зелёные карточки отменены. Вместо них выдаются уведомления о регистрации в системе индивидуального (персонифицированного) учёта на бумажном носителе и в электронной форме.
СНИЛС необходим для упорядочивания индивидуальных сведений о работнике и о суммах, которые перечисляет работодатель на индивидуальный пенсионный счёт работника в счёт будущей пенсии. СНИЛС также используется для идентификации и аутентификации сведений о физическом лице при предоставлении государственных и муниципальных услуг и исполнении государственных и муниципальных функций, в том числе на портале государственных услуг, а ранее также в обязательном порядке указывался на оборотной стороне универсальной электронной карты. С 1 января 2018 года СНИЛС указывается для однозначной идентификации учредителей — физических лиц в выписках из реестра зарегистрированных средств массовой информации (которые отныне выдаются вместо отменённых свидетельств о регистрации), так как СНИЛС не меняется в течение жизни, в отличие от адреса проживания или номера паспорта.
СНИЛС является уникальным и принадлежит только одному человеку. На индивидуальный лицевой счёт заносятся все данные о начисленных и уплаченных работодателем страховых взносах в течение всей трудовой деятельности гражданина, которые впоследствии учитываются при назначении или перерасчёте пенсии. Присвоение страхового номера носит технологический характер и осуществляется в целях упрощения порядка и ускорения процедуры назначения трудовых пенсий застрахованным лицам.
СНИЛС есть у всех работающих граждан — большинство россиян (за исключением военнослужащих) получает его на первом месте работы, однако возможно и его самостоятельное оформление на себя или на своего несовершеннолетнего ребёнка.
Начиная с 15 июля 2020 года, СНИЛС для новорождённого ребёнка присваивается автоматически на основании записи акта гражданского состояния, то есть регистрации рождения.
Формат СНИЛС: «ХХХ-ХХХ-ХХХ YY», где X,Y — цифры, причём первые девять цифр 'X' — это любые цифры, а последние две 'Y' фактически являются контрольной суммой, вычисляемой по особому алгоритму из последовательности первых 9 цифр.

## СНИЛС для временно пребывающих иностранцев
С января 2012 года появилась новая категория лиц, подлежащих пенсионному страхованию, — временно пребывающие иностранцы, которые работают по бессрочному трудовому договору или по срочному, заключённому на срок не менее шести месяцев (непрерывный срок). На данную категорию граждан представляются документы для анкетирования в Пенсионный фонд РФ и уплачиваются страховые взносы.
Для того, чтобы отчитаться по персонифицированному учёту, компания-страхователь должна получить СНИЛС для таких сотрудников. Однако граждане многих стран могут находиться в РФ без визы только три месяца в течение полугода, что делает невозможным заключение трудового договора на срок более трёх месяцев.